# Tommaso Casini
Tommaso Casini (Pragatto di Crespellano, 27 febbraio 1859 – Bazzano, 16 aprile 1917) è stato uno scrittore, storico, critico letterario e filologo, dantista, pubblico amministratore italiano.

## Biografia
Allievo del Carducci, e laureatosi all'Università degli Studi di Firenze nel 1881, fu prima insegnante a Bazzano, poi direttore del Magistero femminile di Roma quindi provveditore agli Studi di Pesaro dal 1890 al 1893, Modena dal 1896 al 1908, e Bologna.
Assunse diversi incarichi presso il Ministero della Pubblica Istruzione, tra i quali quello di ispettore ministeriale (1908) e capo di gabinetto del sottosegretario alla Pubblica Istruzione, A. Vicini.
Nel 1913 vinse il concorso come professore ordinario di Letteratura italiana presso l'Università di Padova.
Figlio di Giuseppe (il primo sindaco democratico di Bazzano, eletto nel 1895), fu più volte consigliere comunale di Bazzano, dal 1895 al 1916. Nel 1914 fu eletto consigliere provinciale a Bologna.
È antenato di Pier Ferdinando Casini, leader dell'UDC ed ex presidente della Camera dei deputati.

## Opere

### Saggi critici
- Scritti danteschi, con documenti inediti, Città di Castello, Scipione Lapi, 1913.
- Studi di Poesia antica, Città di Castello, Scipione Lapi, 1913.
- Lezioni su Dante: anno 1913-14, raccolte da Arturo Beccari e Fausto Lombardi, Padova, Regia Università di Padova (Tip. G. Parisotto), 1914.
- Ritratti e studi moderni, Milano-Roma-Napoli, Soc. Ed. Dante Alighieri, 1914.

### Edizioni e commenti
- Il Canzoniere Palatino 418 della Biblioteca nazionale di Firenze, pubblicato a cura di Adolfo Bartoli e Tommaso Casini, estratto da "Il Propugnatore", vol. 14, Bologna, Tip. Fava e Garagnani, 1881.
- Testi inediti di antiche rime volgari, Bologna, Presso Gaetano Romagnoli, 1883-1884.
- La vita nuova di Dante Alighieri, con introduzione, commento e glossario a cura di Tommaso Casini, Firenze, Sansoni, 1885.
  - Seconda ed. riveduta e corretta, Firenze, Sansoni, 1922.
  - Ristampa anastatica dell'ed. 1885 con nuova presentazione di Cesare Segre, Firenze, Sansoni, 1970 ("Biblioteca carducciana" 13).
- Le rime provenzali di Rambertino Buvalelli, Firenze, Tip. di G. Carnesecchi e figli, 1885.
- La secchia rapita, L'oceano e Le rime aggiuntevi Le prose politiche di Alessandro Tassoni, Firenze, Sansoni, 1888.
- La Divina Commedia di Dante Alighieri, con il commento di Tommaso Casini, Firenze, Sansoni, 1888.
  - Numerose ristampe: l'ed. del 1892 è riprodotta con nuova presentazione di Francesco Mazzoni, Firenze, Sansoni, 1957.
- Poesie, lettere e prose letterarie di Ugo Foscolo, scelte ed annotate per le scuole classiche da Tommaso Casini, Firenze, Sansoni, 1891.
  - Nuova presentazione di Sergio Romagnoli, Firenze, Sansoni, 1978.
- Poesie liriche di Vincenzo Monti, novamente ordinate a cura di Tommaso Casini, Firenze, Sansoni, 1891.
- La giovinezza e l'esilio di Terenzio Mamiani da carteggi e ricordi inediti, Firenze, Sansoni, 1896.
- La rivoluzione di Milano dell'aprile 1814: relazioni storiche di Leopoldo Armaroli e Carlo Verri, a cura di Tommaso Casini, Roma, Soc. Ed. Dante Alighieri, 1897 ("Biblioteca storica del Risorgimento italiano" 3).
- Il canzoniere Laurenziano Rediano 9, Bologna, Romagnoli Dall'acqua, 1900.
- Ioannes de Bazano, Chronicon Mutinense (aa. 1188-1363), Bologna, Zanichelli, 1917.

### Manuali didattici
- Manuale di letteratura italiana ad uso dei licei:
  - Volume I, Firenze, Sansoni, 1886.
  - Volume II, disp. 2, pp. 519–820, Firenze, Sansoni, 1891.
  - Volume III, Firenze, Sansoni, 1887.
- Sulle forme metriche italiane: notizia ad uso delle scuole classiche, Firenze, Sansoni, 1884.
- Guida per l'insegnamento della lingua italiana ad uso delle insegnanti nelle scuole complementari, degli educandati, delle scuole superiori femminili, Roma, Soc. Ed. Dante Alighieri, 1901.
- Nozioni di grammatica italiana ad uso delle scuole secondarie, Quinta edizione novamente riveduta e corretta, Roma, Soc. Ed. Dante Alighieri, 1905 ("Nuova biblioteca delle scuole secondarie italiane" 1).
- Libro di letteratura italiana per le scuole normali maschili e femminili, Seconda edizione, accresciuta e corretta. Vol. III, terza classe normale, disp. 1, Bologna, Zanichelli, 1909.
- Letteratura italiana: storia ed esempi per le scuole secondarie superiori, Vol. 1 e 2, Roma, Soc. ed. Dante Alighieri, 1910.
- Manuale di Lingua e letteratura italiana, ad uso degli Istituti tecnici, Vol. III, per la 3 classe, Roma, Soc. Ed. Dante Alighieri, 1913.
- Manuale di Lingua e letteratura italiana, ad uso degli Istituti tecnici, Vol. I, per la 1 classe,	Seconda edizione, riveduta e corretta, Roma, Soc. Ed. Dante Alighieri, 1914.
- Il Risorgimento italiano. Antologia storica ad uso delle scuole e delle persone colte, [a cura di] Tommaso Casini e Giuseppe Paladino. Parte I, vol. I (1749-1796), per cura del prof. Tommaso Casini, Roma, Soc. Ed. Dante Alighieri, 1924.